# 三方村 (兵庫県宍粟郡)
三方村（みかたむら）は、かつて兵庫県中西部（西播磨地区）に存在していた村。宍粟郡に属した。
1956年、一宮町、繁盛村と合併し、新たに一宮町となったため、地方自治体として消滅した。
旧村域は現在の宍粟市一宮町の北半分のうち、西部から中央部に相当する。

## 概要
現在の宍粟市一宮町福野、河原田、三方町、公文、森添に相当する。

## 沿革
- 1889年（明治22年）4月1日 町村制施行に伴い宍粟郡三方村発足。
- 1956年（昭和31年）9月30日 一宮町、繁盛村と合併し新たに一宮町が発足したため消滅。

## 教育
現在は各校とも宍粟市立となっている。
- 三方村立三方中学校（現在は、下三方中学校、繁盛中学校との統廃合により一宮北中学校となっている）
- 三方村立三方小学校